# Malaya Loknia
Malaya Loknia (en ruso: Малая Локня) es un pueblo ruso perteneciente al óblast de Kursk. Situado en el suroeste del país, forma parte del raión de Sudzha.

## Geografía
Malaya Loknia está situado a orillas del afluente homónimo, 16 km al norte de Sudzha y 80 km al suroeste de Kursk. A 13,5 km está la frontera entre Rusia y Ucrania, y forma parte de la región histórica de Ucrania Libre.

## Historia
El 6 de agosto de 2024, el pueblo fue escenario de una incursión en la óblast de Kursk de las Fuerzas Armadas de Ucrania en el transcurso de la guerra ruso-ucraniana.El 15 de agosto, el gobierno ucraniano anunció la formación de una administración militar para brindar ayuda humanitaria a los civiles y mantener la ley y el orden, donde se integró a Malaya Loknia. El 10 de marzo de 2025, las autoridades rusas anunciaron que habían recuperado el control de la localidad.

## Demografía
La evolución demográfica de Malaya Loknia entre 2002 y 2021 fue la siguiente:
| 1107                           | 799 | 904 |
| (Fuente: Population of Russia) |     |     |